# Camaïeu (entreprise)
Pour les articles homonymes, voir Camaïeu.

Ancien logo.

Camaïeu est une entreprise de distribution de prêt-à-porter créée en 1984 et qui a disparu en 2022. Elle est alors focalisée sur le segment de la femme de 20 à 60 ans.
L'entreprise, qui en 2018 détient 11 % de parts de marché du prêt-à-porter féminin en France,, revendique un chiffre d'affaires de 750 millions d'euros réalisé dans 900 magasins dont 650 en France. Au-delà de ces chiffres, l'entreprise accumule, depuis le milieu des années 1990, les problèmes financiers. Elle passe de main en main à plusieurs reprises à partir des années 2000, pour finalement être revendue 2 euros en août 2020.
Le 28 septembre 2022, le tribunal de Lille prononce la liquidation judiciaire de l'entreprise en France, entraînant ainsi la fermeture d'environ 650 magasins et la suppression de 2 600 emplois. L’enseigne ferme définitivement le soir du 1er octobre 2022.
La marque est rachetée par Celio le 7 décembre 2022.
Le 11 septembre 2023, l'influenceuse Léna Situations annonce par le biais d'une vidéo postée sur sa chaine YouTube, le retour de la marque Camaïeu pour le mois de septembre 2024.

## Histoire

### Création
Camaïeu est créé en 1984 par Jean-Pierre Torck, Éric Vandendriessche, Jean Duforest et Dominique Debruyne. Ces quatre hommes ont tous travaillé pour les entreprises au sein de l'association familiale Mulliez. Dominique a connu Miniper, le hard discounter de Gérard Mulliez, Jean venait d'Auchan et de Kiabi, Eric a commencé sa carrière à Auchan, et Jean-Pierre y a été formé. L'enseigne tente de court-circuiter ses concurrents tels que Pimkie ou Promod en privilégiant le circuit court et en ajustant l'approvisionnement des rayons en fonction de la demande. L'entreprise vend en petites séries à bon marché les vêtements plébiscités. Dix ans après, l'entreprise compte 200 boutiques.
L'entreprise crée Camaïeu Homme en 1991. En 1993, l'entreprise rachète l'entreprise Tandy et ouvre un nouveau siège social accolé d'un entrepôt logistique, avenue Brame à Roubaix. L'année suivante, Camaïeu Enfant est créé. Jean Duforest reprend l'activité et renomme l'enseigne Okaïdi en 1996.
Après cette croissance rapide, les premières difficultés débutent ces années-là. Camaïeu change de stratégie en 1996 et se recentre sur les boutiques de vêtements et accessoires destinés aux femmes 20 à 40 ans. Camaïeu Hommes est cédé au groupe Mulliez qui rebaptise l'enseigne en 2000 Jules, et Camaïeu Enfants est cédé à Jean Duforest un ancien de Camaïeu Enfant, qui rebaptise l'enseigne en 2000 en Okaïdi, les segments homme et enfant ne font donc plus partie du groupe.

### Ouverture à l'international
En 2000, le réseau s'étend à l’international en ouvrant des boutiques en Europe. Des accords sont également passés avec des partenaires en Russie et au Moyen-Orient. Pourtant, ces années-là, la rentabilité de ces opérations à l'étranger est loin d'être atteinte. En mars 2011, Camaïeu part à la conquête de la Hongrie avec l’ouverture de huit magasins, dont six à Budapest, situés dans les principaux centres commerciaux. L’objectif de l’enseigne est de devenir une marque référence du prêt-à-porter féminin en Hongrie, avec une trentaine d’unités d’ici 2014.
En 2015, l'enseigne indique être présente dans 15 pays différents, totalisant plus de 900 boutiques dont près de 650 en France. Le 14 avril 2017, le distributeur textile français ouvre son premier magasin au Cameroun, sous le modèle de la franchise en partenariat avec le groupe Mercure International. Ce groupe annonce l'ouverture d'un magasin à Libreville au Gabon le 17 décembre 2018, le cinquième en Afrique avec deux établissements en Tunisie, un au Sénégal et un au Cameroun. Mais toutes ces ouvertures successives restent alors une « fuite en avant » et le virage du commerce sur internet est négligé.

### Prise de contrôle par le fonds Cinven
Les fondateurs cèdent leurs parts en 2005 : après le rachat par le fonds d'investissement la Financière Addax, (Axa Private Equity), le fonds Cinven achète 65 % des parts en 2007, valorisant ainsi Camaïeu à 1,6 milliard d'euros. Durant cette période, Cinven cherche surtout des dividendes : Challenges cite « 267 millions d'euros, soit presque trois fois le bénéfice net » puis 48 millions l'année suivante. Jean-François Duprez, le président du directoire, est alors mieux payé, dont de nombreuses stock-options qui lui rapportent 23,1 millions d’euros, que celui de Total ou de la Société Générale,,.
En 2011, la société est retirée de la cotation en Bourse de Paris. Le fonds d'investissement Cinven, toujours par l'intermédiaire des fonds Modacin et Modamax, monte de 30 % pour une estimation de valorisation de 1,3 milliard d'euros,. Le chiffre d'affaires est d'alors d'environ 800 millions d'euros ; sa baisse régulière est compensée par les ouvertures de boutiques. La même année, en France, un mouvement social dans l'entreprise débute pour réclamer une hausse des salaires,. Il est rapidement circonscrit sous des menaces de licenciements. Les 4 000 employés de l'hexagone demandent une revalorisation des salaires et des embauches pour les emplois précaires.
Deux ans plus tard, Cinven demande la restructuration de la dette (un milliard d'euros) et en obtient le report en 2018 avec l'intervention de deux autres fonds Polygon et Boussard&Gavaudan, évitant ainsi « de justesse […] un placement sous sauvegarde ».
Le Rana Plaza s’effondre en 2013 : ce bâtiment bangladais abritait plusieurs ateliers de confection sous-traitant pour plusieurs multinationales. L’effondrement, dû aux mauvaises conditions de sécurité sur le site, a causé la mort de 1 127 personnes. Dans les décombres de l’immeuble, des étiquettes de la marque Camaïeu sont retrouvées, symbole de la fast fashion. La perte d'image est importante. Un porte-parole de la marque a déclaré ne pas comprendre comment un pantalon de la marque avait été retrouvé sur place. Plus tard l’entreprise expliquera qu’un de ses fournisseurs avait sous-traité une partie de la commande au Rana Plaza, malgré l’interdiction de cette pratique dans ses conditions générales d'achat. Depuis cet accident, Camaïeu améliore sa transparence sur ses achats.
Cinven met en vente Camaïeu début 2016 mais ne reçoit pas de proposition à hauteur de sa demande. La dette frôle alors le milliard d'euros, à peine inférieure au chiffre d'affaires de l'année précédente.
En juillet 2016, Xavier Bertrand, président de la région Hauts-de-France (où se trouve le siège social de l’entreprise), fait pression sur la BNP pour lui demander de maintenir ses lignes de crédit et éviter une crise de trésorerie,.
En septembre, Camaïeu réussit la restructuration de sa dette d'un milliard d'euros, transformant la moitié de cette créance en actions. Cette dette reste l'héritage du LBO engagé en 2007. La créance de la dette restante se voit repoussée à 2019. Après cette restructuration, l'enseigne veut alors augmenter sa capacité d'investissement de dix millions d'euros par an et souhaite rénover ses boutiques, en France comme à l'étranger,.
En 2017, l'enseigne fait peau neuve à travers un projet de refonte de sa marque et la mise en ligne d'un nouveau site internet. En 2018, l'entreprise est la première chaîne française en matière d'habillement féminin. Pourtant, sa dette « abyssale », qui est encore de 459 millions d'euros (soit environ les deux tiers du chiffre d'affaires d'alors), plombe ses résultats, d'autant plus que les ventes s’essoufflent.

#### Procédure de sauvegarde de Modacin
Le 15 octobre 2018, la société Modacin, holding financière de l’enseigne est mise sous sauvegarde par le tribunal de commerce de Lille. Cette procédure vise à encadrer les discussions avec les créanciers autour de sa dette. Selon l'enseigne, si son chiffre d’affaires s’est replié (718 millions d’euros en 2017, contre 736 millions d’euros en 2016), la rentabilité a progressé mais « l’argent que gagne Camaïeu ne sert qu’à rembourser les intérêts de la dette ».
L'enseigne souffre encore du LBO antérieur, soit l’acquisition d’une entreprise par un emprunt remboursé par les performances de la société, effectué alors que le marché de l'habillement est en perte de vitesse depuis 2008. Camaïeu fait toujours face à une chute importante de la consommation d'habillement en France,. En parallèle, la décennie passée, voyant la succession de divers fonds d'investissements, a entrainé un manque d'évolution, une « réduction de coûts et de faibles investissements ». De plus, l'entreprise reste peu présente sur internet avec moins d'un vingtième de ses ventes réalisées par ce biais et a du mal à lutter face aux enseignes internationales de fast fashion qui tirent les prix vers le bas.
Le tribunal de commerce de Lille met fin à la procédure de sauvegarde de Modacin le 19 décembre 2018. La dette (alors plus de 400 millions d'euros) se voit entièrement convertie en capital au profit des créanciers. Ses actionnaires historiques tous individuellement minoritaires, les fonds Polygone, Cinven, Boussard et Gavaudan, Citi, Centerbridge et Barclays, laissent l'enseigne à des fonds d'investissement, notamment les américains Farallon, Carval et l'européen CVC. Le 25 février 2019 est prononcée l'annulation de la procédure de sauvegarde du holding.

#### Nomination de Joannes Soënen au poste de président
Les fonds d'investissements maintenant propriétaires de la marque ont donc converti la dette en capital afin de réduire le lourd endettement ; à la suite de quoi ils prévoient des investissements de quelques dizaines de millions d'euros.
Fin août 2019, l'enseigne indique avoir recruté Joannes Soënen au poste de président. Il s’agit d’un retour aux sources pour ce dernier, il y avait commencé sa carrière en 1992, d’abord aux achats en Asie, avant de devenir directeur du sourcing en 1996. En 2000, il avait pris la tête du département produit mode féminine.
Début mars 2020, Camaïeu s’apprête à fermer 135 magasins à l’étranger. Ce projet date de l'année précédente, où six des huit filiales de Camaïeu sont destinées à disparaitre. Ces fermetures concerneront les pays où l’enseigne possède ses propres magasins, en Europe. L’enseigne réalise en 2018 un peu plus de 700 millions d’euros de chiffre d’affaires dont 85 % en France. Le choix de la fermeture correspond donc à la nécessité de se concentrer là où la marque reste forte, mais aussi de réduire la dispersion.

#### Placement en redressement judiciaire
Le 26 mai 2020, la société est placée en redressement judiciaire. Une période d'observation de six mois est décrétée pour Camaïeu qui vient de fermer plus de 800 magasins à travers le monde en raison de l'impact de la crise liée au Covid-19. L'enseigne a perdu 95 % de son chiffre d'affaires entre mars et avril 2020, soit un manque à gagner de 162 millions d'euros. Elle est à bout de souffle. Les représentants syndicaux s'inquiètent d'une possible saignée des effectifs courant 2020.
En juin 2020, Xavier Bertrand, le président de la région Hauts-de-France, se dit « prêt à accompagner un projet de reprise » de Camaïeu dans le but de préserver un maximum d'emplois au sein du territoire,.
Les éventuels repreneurs ont jusqu'au 29 juin pour présenter leurs offres. Sept repreneurs se sont manifestés dont deux envisagent une reprise globale de l'activité en France. Parmi ceux-ci, Joannes Soënen (aidé des fonds Farallon, CVC Credit Partners et GoldenTree, mais également de l'entreprise Log's destinée à reprendre la logistique de la marque) qui a mis l'entreprise en redressement judiciaire auparavant, permettant ainsi d'épurer la dette et d'obtenir un prix de rachat faible,. Finalement, Joannes Soënen quittera l'entreprise fin 2020 pour rejoindre Celio.
En août 2020, Camaïeu International est accusé de vider les caisses des filiales belges, luxembourgeoises et suisses afin de pouvoir les déclarer en faillite ; cette « faillite organisée » permet d'éviter de lancer un plan couteux de licenciements dans ces pays, comme la Procédure Renault en Belgique,.

#### Reprise de Camaïeu par la FIB puis liquidation
Le 17 août 2020, le tribunal de commerce de Lille annonce sa décision de valider l'offre de reprise de Camaïeu par la Financière immobilière bordelaise (FIB) plutôt que celle portée par l'équipe dirigeante en place. La promesse est d'investir au moins 20 millions d'euros. La FIB est détenue par Michel Ohayon, déjà propriétaire d'une vingtaine de magasins Galeries Lafayette. Des synergies sont envisagées par la présence de Camaïeu au sein de cette enseigne. La FIB, par l’intermédiaire de sa filiale Hermione People & Brands, va reprendre 511 magasins et 2 619 salariés sur les 634 magasins et 3 146 salariés de l'entreprise, dont 438 au siège à Roubaix, pour la somme de deux euros. Deux-cent points de vente sont encore en difficulté sur les 500 repris, perdant de l'argent, la moitié réellement « dans le rouge ». Environ 500 salariés devraient perdre leur emploi,. En parallèle, la reprise fait que l'entreprise possède douze millions de pièces d'été en stock, ne correspond plus à la saison, ce qui complique le redémarrage en septembre. Les mois suivants, les confinements s'enchainent jusqu'en mai 2021.
Cette année là, la FIB engage un plan de transformation afin de permettre ce qui était souhaité lors de la reprise : un retour à l'équilibre des comptes pour 2022. Mais ce plan se voit donc contrarié par la pandémie de Covid, mais également par une attaque informatique début juin, coutant 40 millions d'euros de manque à gagner à l'entreprise et touchant durablement la logistique. Moins de deux ans après la reprise, la perte de chiffre s'affaire approche les 45 %. En juin 2022, Camaïeu est mis sous mandat ad hoc, puis le mois suivant en redressement judiciaire par le tribunal de commerce de Lille.
Fin septembre 2022, alors que se joue l'avenir de l'enseigne, des manœuvres de dernière minute sont tentées pour la sauver. Ainsi, l'actionnaire du groupe et la région Hauts de France proposent au tribunal de commerce de Lille d'injecter davantage d'argent pour éviter la liquidation, en espérant que l'État fasse un geste. En cas de liquidation, ce sont 2 600 emplois qui seront supprimés. La dette est alors de 250 millions d'euros à laquelle s'ajoute des dizaines de millions d'euros de loyers impayés réclamés par les bailleurs.
Le 28 septembre 2022, le tribunal de commerce de Lille prononce la liquidation de l'entreprise. Cette décision provoque la suppression des 2 600 emplois et la disparition de 514 magasins en France. L'ensemble des employés font alors part de leur état de choc et de leur profonde tristesse. La fin de Camaïeu est vu par la presse comme l'échec personnel de Michel Ohayon,,.
À la suite de cette annonce de liquidation, un budget de 7,244 millions d'euros est alloué aux salariés pour les préparer à une reconversion avec un plafond de 3 450 euros à 4 450 euros par salarié. Ils vont également tous disposer d'une prime de 6 000 euros, à ajouter à leurs indemnités légales de licenciement.
Le 2 novembre 2022 se tenait la vente aux enchères des stocks de Camaïeu. Les lots, réservés aux professionnels, représentant une valeur théorique marchande de 51 millions €, ont rapporté la somme de 3,8 millions €. La majorité des lots ont été emportés par l'enseigne de déstockage Noz. Pourtant, lors d'un entretien à Mediapart fin octobre, la FIB valorisait encore les stocks à plusieurs dizaines de millions d'euros, ce qui lui permettait de réduire artificiellement le passif de l'entreprise endettée.

### Rachat par Celio
En décembre 2022, la marque est rachetée aux enchères par Celio pour 1,8 million d’euros. En septembre 2023, la société annonce son retour pour septembre 2024,.

## Engagements de Camaïeu
Camaïeu affiche son engagement solidaire à travers plusieurs initiatives.
En effet, depuis 2015, l’entreprise mène régulièrement des opérations de collecte de vêtements au profit d’associations venant en aide aux femmes. Lors de l’opération conduite au printemps 2017, les vêtements rapportés ont été redistribués ou vendus par les 70 associations qui soutiennent les femmes en difficulté.
Par ailleurs, Camaïeu propose régulièrement à ses clientes d’arrondir en caisse, le montant de leurs achats au montant supérieur au profit d’associations. Durant les soldes d’hivers 2018, cette opération était menée au profit de la Fédération Nationale Solidarité Femmes qui aide les femmes victimes de violence,.
En 2022, l'enseigne est accusée de créer une campagne féministe pour redorer son image. En effet, sur sa dernière campagne, Camaïeu affiche sur son site internet des mannequins femmes avec des ecchymoses sur le visage. La marque justifie ce choix comme un objectif de médiatisation de la plateforme d'écoute 3919.

## Données boursières
Le fonds d'investissements Cinven a racheté Camaïeu en 2007 et l'a retiré de la Bourse en 2011. Depuis 2016, Cinven et Polygon sont les actionnaires de référence, Boussard & Gavaudan et Centerbridge étant les deux autres principaux actionnaires,,, jusqu'en 2020.